# Mount Wedel-Jarlsberg
Mount Wedel-Jarlsberg ist ein 3505 m hoher und eisbedeckter Berg in der antarktischen Ross Dependency. Er ragt 3 km südwestlich des Mount Ruth Gade zwischen dem Cooper- und dem Bowman-Gletscher in der Quarles Range auf.
Der norwegische Polarforscher Roald Amundsen entdeckte ihn im Dezember 1911 im Rahmen seiner Südpolexpedition (1910–1912). Er benannte ihn nach Alice Thekla Louise Wedel-Jarlsberg (geborene von Wagner, 1861–1913), Ehefrau des norwegischen Diplomaten Fritz Wedel-Jarlsberg.